# Cionus scrophulariae
Cionus scrophulariae är en skalbaggsart som först beskrevs av Carl von Linné 1758.  Cionus scrophulariae ingår i släktet Cionus, och familjen vivlar. Arten är reproducerande i Sverige.

## Bildgalleri

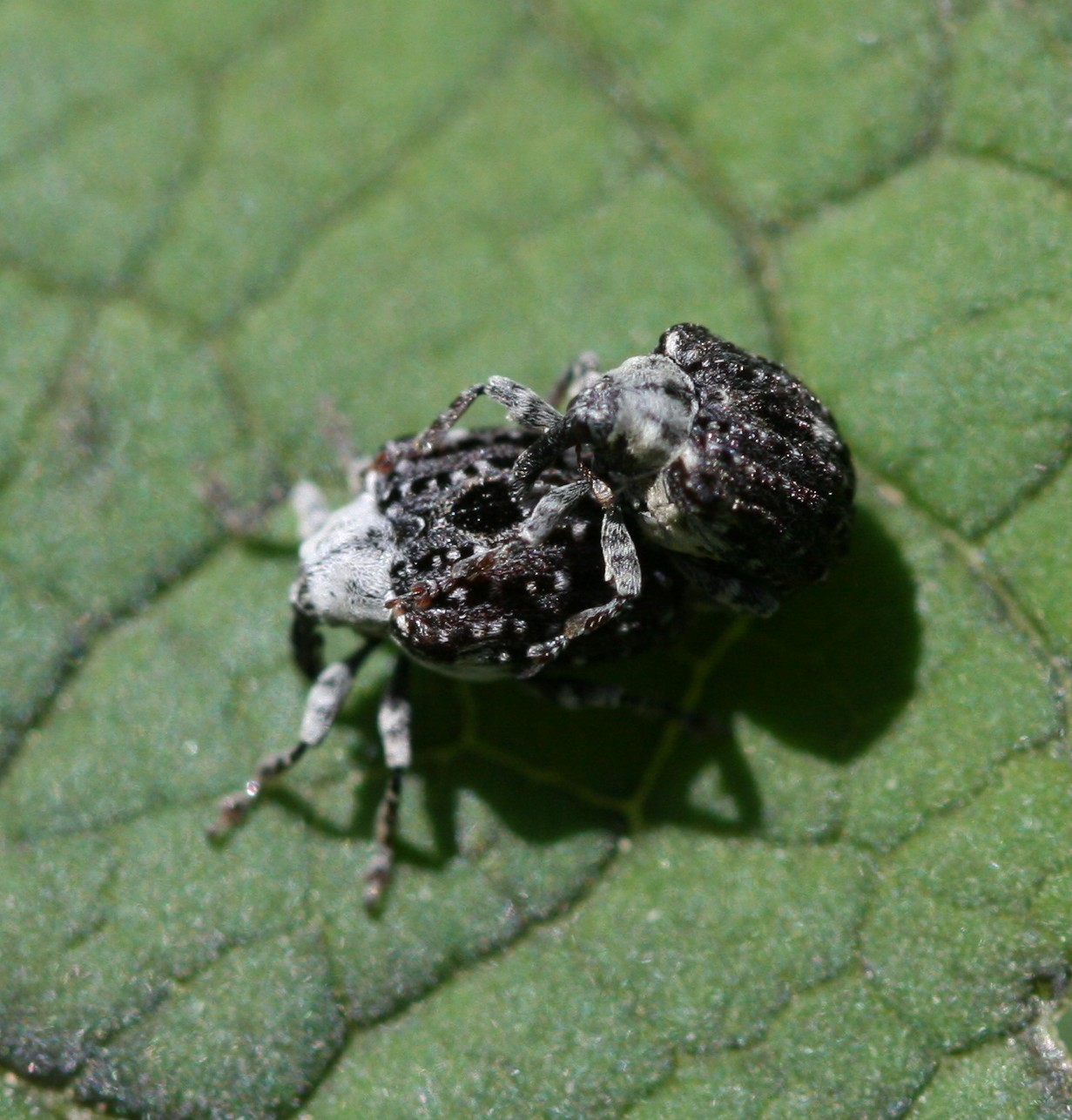
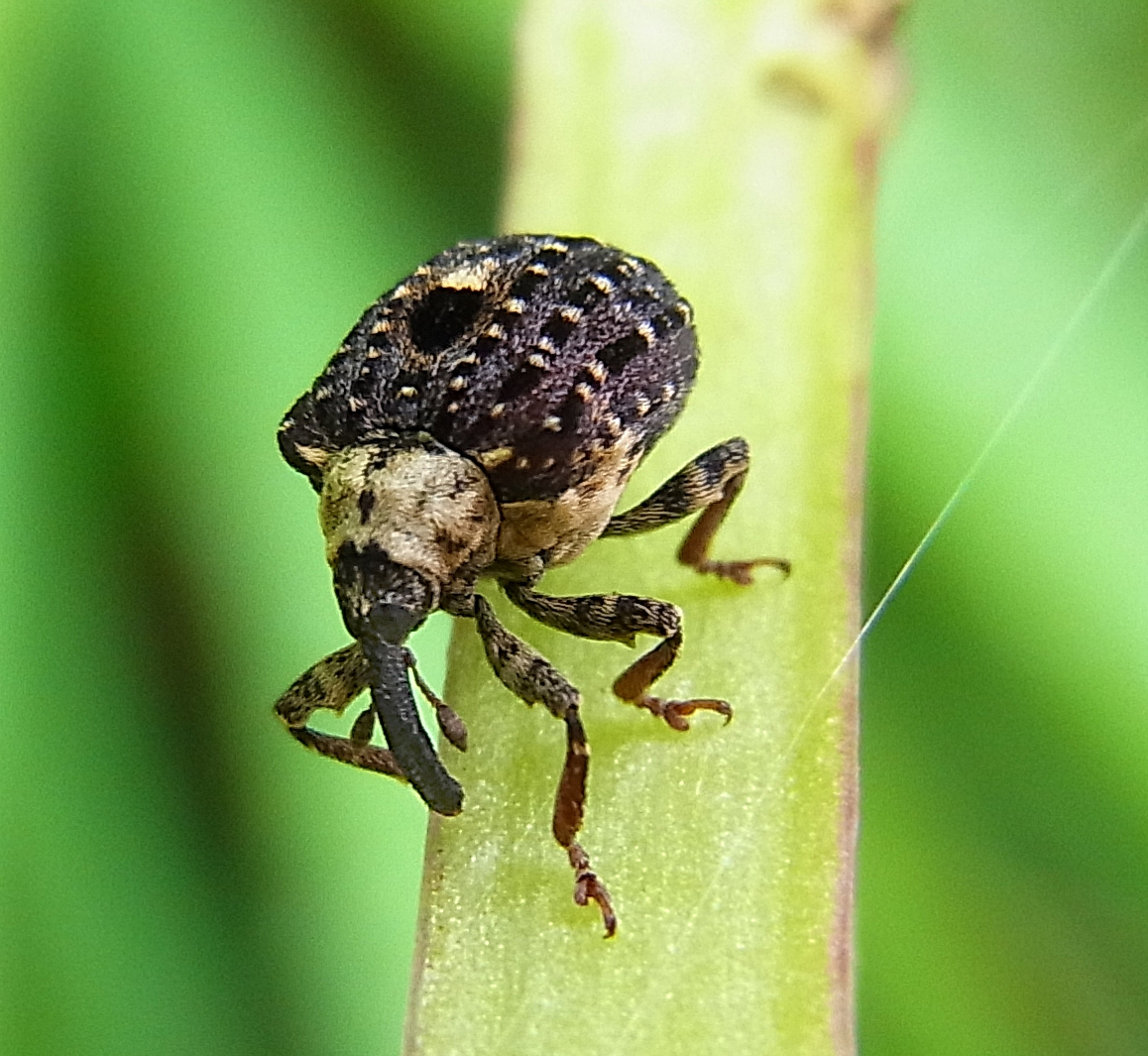
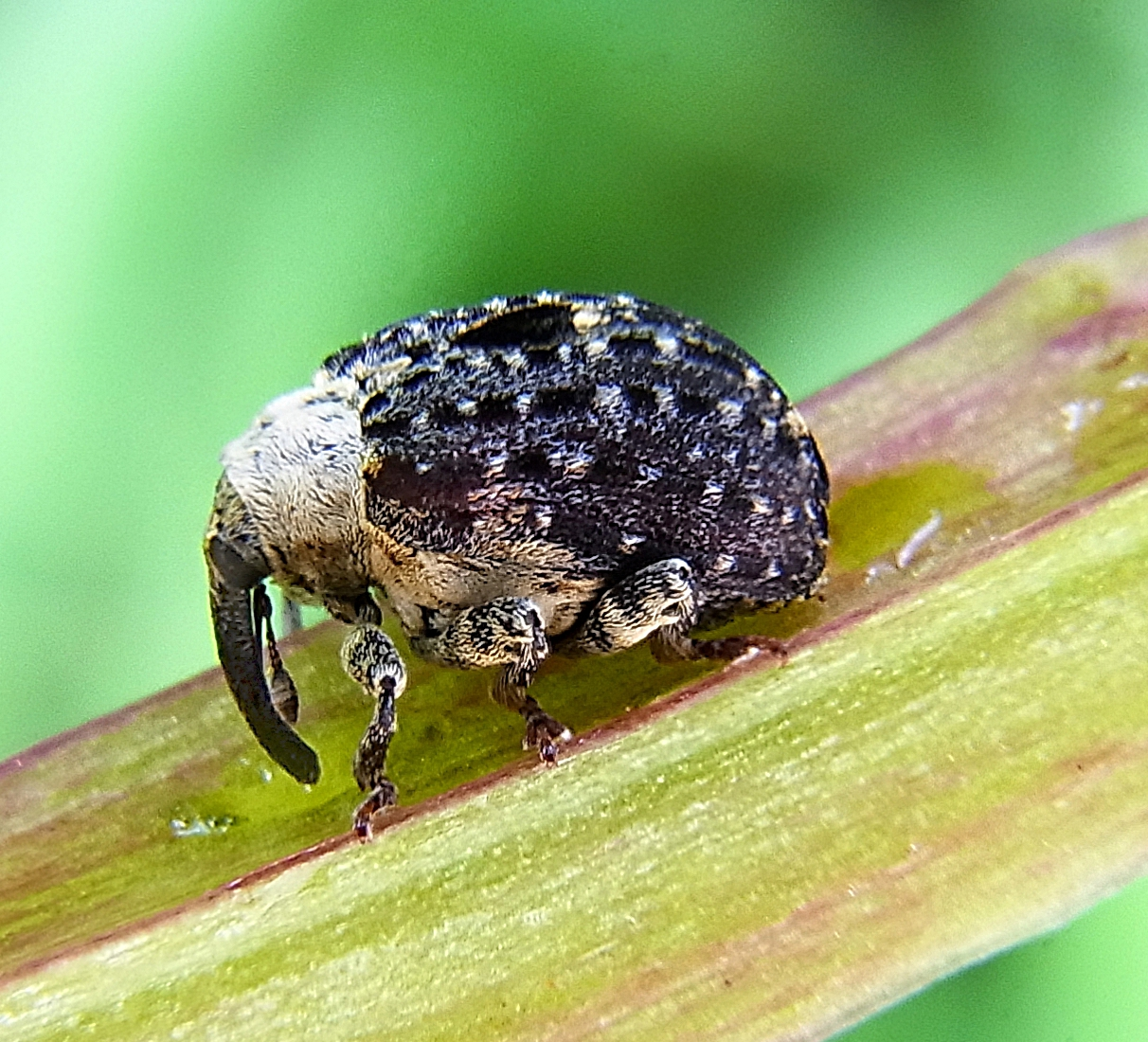
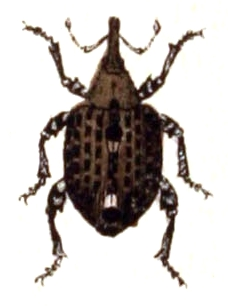